# Olav Dennhoven
Olav Dennhoven (* 1974 in Rheydt) ist ein deutscher Schauspieler.

## Leben
Olav Dennhoven absolvierte von 1985 bis 1991 die Realschule. Hat eine Ausbildung zum Mediaberater und besuchte danach von 1998 bis 2001 das Tanzhaus Düsseldorf aber ebenso eine staatliche Schauspielschule (Folkwang). Herr Dennhoven ist seit 2004 ein erfahrener Schauspieler im Bereich Film, Werbung und Seifenopern. 2019 bekam er seine erste große Rolle. Er spielte in etwa 40 Episoden die Figur des „Stefan Berith“ in der  Pseudo-Doku-Soap Krass Schule – Die jungen Lehrer.

## Filmografie
- 2004: Die Streetworker
- 2004: Kripo Köln – Einsatz für Ellrich (Fernsehserie)
- 2006: Lenßen & Partner (Fernsehserie)
- 2008: Biographie Hildegard Knef (Film)
- 2009: This Is Love (Film)
- 2010: Switch reloaded (Comedyshow)
- 2011: Alles was zählt (Fernsehserie)
- 2011, 2013: Unter uns (Fernsehserie)
- 2014: Köln 50667 (Fernsehserie)
- 2014: In Gefahr – Ein verhängnisvoller Moment (Fernsehserie)
- 2014: Wir sind Flut (Kinospielfilm)
- 2015: Knallerfrauen (Comedyshow)
- 2017: Kundschafter des Friedens (Kinospielfilm)
- 2018: ZERO (Kurzfilm)
- 2018: Neobömi - (Werbefilm)
- 2019: Freundinnen – Jetzt erst recht (Fernsehserie)
- 2019: Krass Schule – Die jungen Lehrer (Fernsehserie)
- 2019: Unter uns (Fernsehserie)
- 2020: Panic at the waiting Room (Ausbildungsproduktion)
- 2020: Das Gesicht hinter der Maske (Kurzdokumentarfilm)
- 2021: Young Feathers (Kurzfilm)
- 2021: Späti (Kurzfilm)
- 2022: Hillarious - Amazon Prime (Fernsehserie)
- 2022: Fishy (Kurzfilm)
- 2024: Der Hund der Baskervilles (Theater)